# ۱۶۷۰ (میلادی)
۱۶۷۰ (میلادی) هزارو ششصد و هفتادمین سال تقویم میلادی است.

## درگذشتگان
- ۱۰ مارس – ژوهان رودولف گلابر، شیمی‌دان و مهندس آلمانی (ز. ۱۶۰۴)
- ۲۱ مه – نیکولو تسوکی، ستاره‌شناس و فیزیک‌دان ایتالیایی (ز. ۱۵۸۶)